# 現世
現世（げんせ、げんせい、うつしよ）とは、現在の世のこと。古くは「げんぜ」とも読む。

## 概要
我々人間が現在暮らしていると思っている（認識している）世界、または、その認識。日本語では「顕世（けんせ）」とも読み書きし、「この世」とも言い換えられる。
仏教用語としての「現世」は「げんぜ」と（も）読む。自身が輪廻転生していくなかで今生きて属している（生を受けた）この世界のことを指す。彼岸に対する此岸。
現世に対置される世界としては、仏教では、前世、来世（それに加えて地獄が語られることも）。神道では常世・常夜（とこよ）、幽世・隠世（かくりよ）などがある。キリスト教では、天国、地獄（陰府）などがある。
江戸川乱歩は「現世は夢、夜の夢こそまこと」としばしば好んで色紙に書いたことで知られる。

## 神道
神道では「現世」と書いて古語としては「うつしよ」と読み、この世や人の生きる現実世界を意味する。それに対峙して、常世（とこよ）いわゆる天国や桃源郷や理想郷としての神の国があり、常夜（とこよ）と言われるいわゆる地獄としての死者の国や黄泉の国と捉えている世界観がある。
ただし、常世と現世として二律背反や二律双生の世界観が基本であり、常世・神の国には2つの様相があり、このことは常世（常夜と常世は夜と昼とも表される）が神の国としての二面性を持つことと、荒ぶる神と和ぎる神という日本の神の2つのあり方にも通じるものである。
古神道の始まりといわれる神籬（ひもろぎ）・磐座（いわくら）信仰の森林や山・岩などの巨木や巨石は、神の依り代と同時に、籬は垣（かき）の意味で磐座は磐境（いわさかい）ともいい、常世と現世の端境を表す神域でもある。神社神道においても鎮守の森や植栽された広葉常緑樹は、神域を表すと同時に結界でもあり、常世（神域）と現世の各々の事象が簡単に行き来できないようにするための物であり、禁足地になっている場所も多い。
また、集落につながる道の辻に置かれる石造の祠や道祖神や地蔵なども、厄除けや祈願祈念の信仰の対象だけでなく、現世と常世の端境にある結界を意味するといわれる。現世における昼と夜の端境である夕刻も常夜との端境であるとも考えられ、この時分を「逢魔時（おうまがとき）」といって、現世に存在しないものと出遭う時刻であると考えられている。

## 仏教
仏教における「三世」の一つであり、前世、今世、来世 のうちの今世に該当する。また、時間的な前後は別として、浄土教では「厭離穢土、欣求浄土」の概念がある。「穢土」とは「穢（けが）れた世」という意味で、現世にあたる。
『金剛般若経』では「一切の有為の法は、夢幻泡影の如し」とあり、現世を夢幻、泡のように儚いものとして把握していたことが窺える。このように仏教では現世を否定的に捉えていた。

## プロテスタンティズム
近代プロテスタンティズムでは被造物を重視することが徹底して否定され、それによって現世の否定がなされ、来世指向のみになったが、やがて現代化するにつれて来世指向は失われ現世指向に傾斜した、と池田昭は解説した。

## 現世利益
神仏の恵みが現世で与えられるとする信仰。
日本では、一般的に、多種多様な神仏は、それぞれの特色に応じた恵みを、生活の様々な局面のなかで授けてくれるという世界観が根付いている。
一般的に、宗教における現世利益の位置づけは軽視されがちであるが、日本においては、神仏と切っては切れないものとして認識されている。

### 神道
古来より、地域共同体の守護神である氏神や鎮守神へ、村落などの氏子の共同体成因の集団的意志として、雨乞い、日乞い、虫送り、疫病送りなどの現世利益を得ることを目的とした祈願行為が行われていた。現代でも、「祭」のなかに、その伝統文化が根付いている。
現在では、個人の心願に応えるために、神前にて、神職や巫女により祝詞奏上や神楽舞奉奏がされ、祈願者の玉串拝礼により得られるとする。
個人としての心願の種類としては、病気直し（自分とその家人）、家内安全、商売繁盛、生活苦からの離脱に分類され、そのうち、病気なおしを祈願する場合がもっとも多いという。

### 仏教
教典を読経したり、真言・題目を唱えたり、祈祷を行う、寺や塔、仏像などを建立することにより得られるとする。
日本では、仏教伝来以降、奈良大仏のように国策として仏像の建設をするなど、現世利益を得る政策がとられた。そして、災厄が訪れ、生活が挫折した際、回復するためにご利益を願うという民衆の心意に対応し、古代末期から中世にかけてさかんとなった真言・天台密教による加持祈祷により、民衆に広まった。現在でも、僧侶による護摩修行などが盛んに行われている。
鎌倉仏教の時代になると、法然のように「いのるによりて病もやみ、いのちも延ぶることあれば、たれかは一人として病み死ぬるひとあらん」（祈ることで病気が治り寿命が延びるなら、どこに死ぬ人がいるだろうか）として現世利益に否定的な者も現れた。

### インド
インドではガネーシャが現世利益をもたらす神とされ、民間では非常に人気がある。特に「富の神様」として商人からの信仰を集めている。